# Robert De Niro

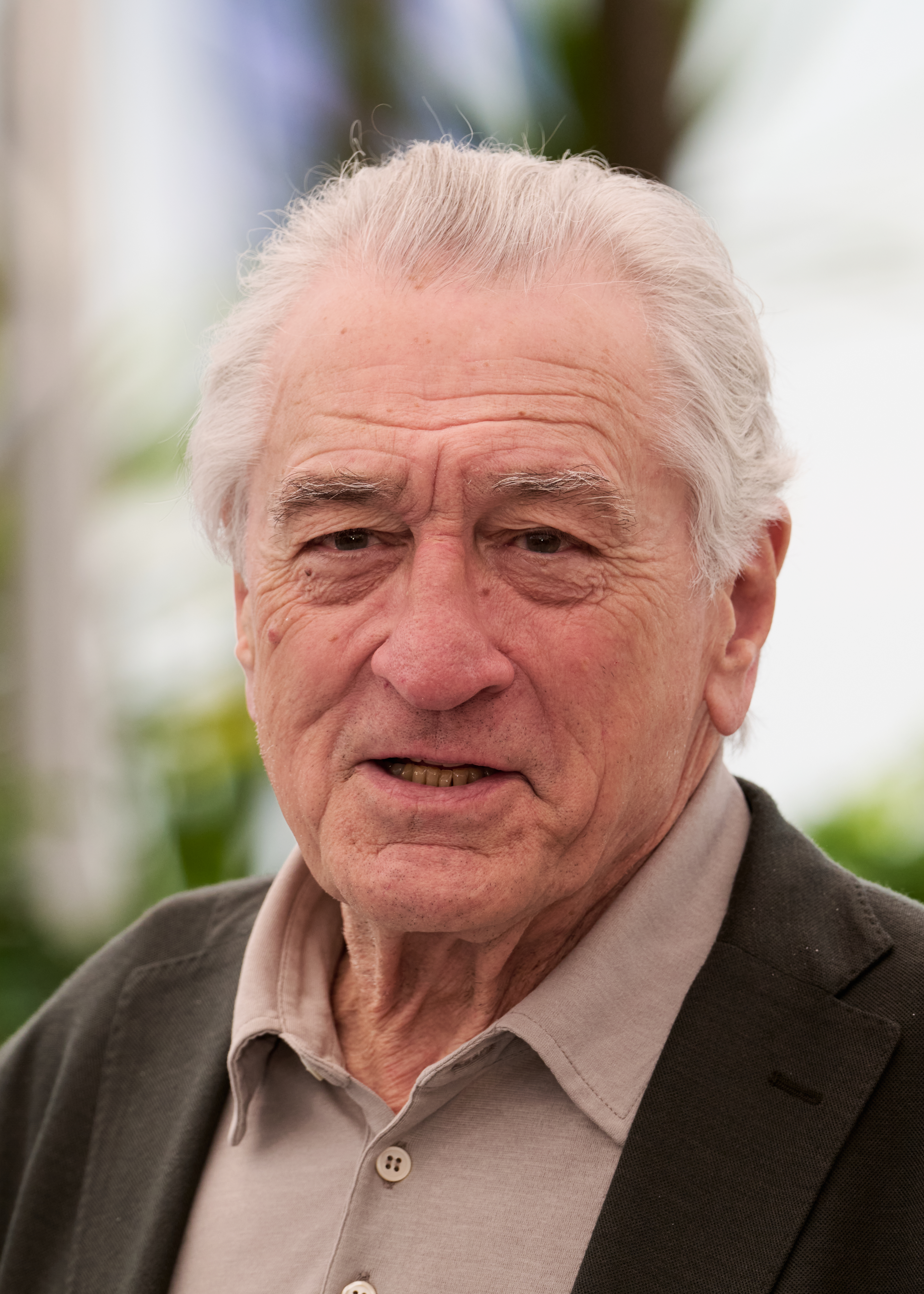
Robert De Niro (2025)

Robert Anthony De Niro, Jr. (* 17. August 1943 in New York City) ist ein US-amerikanischer Schauspieler, zweifacher Oscar-Preisträger und Filmproduzent. Er zählt seit Mitte der 1970er Jahre zu den führenden Charakterdarstellern des US-amerikanischen Films und ist in zahlreichen Filmklassikern zu sehen.

## Leben

### 1943–1959
Robert De Niro wurde 1943 in Manhattan geboren und wuchs als Einzelkind in einer Künstlerfamilie auf. Väterlicherseits hat er irische und italienische, mütterlicherseits deutsche, französische, englische und niederländische Vorfahren. Sein Vater, Robert De Niro, Sr. (1922–1993), zählt zu den führenden abstrakt-expressionistischen Malern der USA, dessen Bilder in zahlreichen Museen und Galerien ausgestellt wurden. Er war mit Schriftstellern wie Henry Miller und Tennessee Williams befreundet und starb 1993 an Krebs. Die Mutter Virginia Admiral (1915–2000) war Poetin und Malerin und arbeitete auch als Stenotypistin für Anaïs Nin. Ihre Werke werden unter anderem im Metropolitan Museum of Art ausgestellt. Als sich seine Eltern 1945 scheiden ließen, lebte De Niro bei seiner Mutter im New Yorker Stadtteil Little Italy in Manhattan. Er verbrachte aber auch viel Zeit mit seinem Vater, der nicht weit entfernt wohnte. Seine spätere Mentorin Shelley Winters erzählte, dass De Niro in Armut aufgewachsen sei, da seine Eltern mit ihrer Kunst kaum Einnahmen erzielt hätten. Die Mutter betrieb unter anderem eine kleine Druckerei. Robert, der wegen seiner Blässe „Bobby Milk“ genannt wurde und als scheu galt, stand mit zehn Jahren erstmals auf einer Bühne – als ängstlicher Löwe in einer Schulaufführung von Der Zauberer von Oz. „Ich wollte schon mit zehn Jahren Schauspieler werden“, erzählte er später.
Er verließ mit 16 Jahren die Schule und strebte mit dem Segen seiner Eltern, die seine künstlerischen Ambitionen unterstützten, eine Karriere als Schauspieler an. Bei einer High-School-Tournee mit Tschechows Stück Der Bär, die ihn durch Neuengland und New York führte, erhielt er seine erste Schauspielergage. In seiner Jugend bewunderte De Niro besonders die Schauspieler Montgomery Clift, Robert Mitchum und Marlon Brando. Mit Mitchum und Brando arbeitete er später auch zusammen, Clift starb bereits 1966.

### 1960–1972
De Niro tourte als Schauspieler durch die Südstaaten und spielte größere Rollen in Stücken wie Cyrano de Bergerac und Eines langen Tages Reise in die Nacht. Er trat mit Komödien in Dinner-Theatern auf und nahm ab 1960 professionellen Schauspielunterricht, unter anderem bei Schauspiellehrerin Stella Adler, die im Laufe ihrer Karriere bekannte Darsteller wie Marlon Brando, Harvey Keitel, Martin Sheen, Warren Beatty oder Christoph Waltz unterrichtete. 1963 debütierte De Niro in The Wedding Party in einer Nebenrolle als Filmschauspieler. Die mit 43.000 Dollar budgetierte Komödie war das Filmdebüt des späteren Star-Regisseurs Brian De Palma und orientierte sich formal an den Stilmitteln der französischen Nouvelle Vague. The Wedding Party kam erst 1969 in die Kinos und fiel bei Kritik und Publikum durch.
Nachdem er in zwei weiteren Filmen kleine Rollen gespielt hatte, trat De Niro 1968 in De Palmas zweitem Spielfilm Greetings auf, einem zeittypischen Werk, das in satirischer Weise mit Elementen des Undergroundfilms um Themen wie Sex, Gewalt und Vietnam kreist. Greetings erhielt wegen seiner freizügigen Szenen ein X-Rating. Auch dieser Film fiel an der Kinokasse durch. De Niro trat in dem Off-Broadway-Stück Glamour, Glory and Gold auf und wurde von der Theaterkritik, die dem Stück ansonsten skeptisch gegenüberstand, positiv erwähnt. Dem 25-Jährigen wurde großes Talent bescheinigt. Seine Schauspielpartnerin Sally Kirkland erklärte, sie habe noch nie eine derart brillante Darstellung gesehen.

Um das Jahr 1970 herum wurde die bekannte Charakterdarstellerin und Oscar-Preisträgerin Shelley Winters auf De Niro aufmerksam und besetzte ihn als ihren Schauspielpartner in dem Stück One Night Stands of a Noisy Passenger, das nach nur sieben Vorstellungen abgesetzt wurde. Da er in dem Stück ein Brett mit einem Karateschlag zerstören musste, trainierte De Niro monatelang diese Kampfsportart. Obwohl auch dieses Theaterstück bei der Kritik auf wenig Gegenliebe stieß, wurde De Niros Darstellung erneut gelobt. Shelley Winters verglich Robert De Niro mit dem jungen Brando der 1940er Jahre und schlug ihren neuen Protegé dem Regisseur und Produzenten Roger Corman vor, der 1970 den Low-Budget-Gangsterfilm Bloody Mama vorbereitete. Hier spielte Winters die Rolle der berüchtigten Ma Barker, die zusammen mit ihren vier Söhnen in der ersten Hälfte der 1930er Jahre zahlreiche Verbrechen verübt hatte. De Niro trat in der Rolle des Lloyd Barker auf und fühlte sich schon damals in extremer Weise in seine Rolle ein. Später sagte er dazu:

„Es ist wahr: Ich habe bei den Dreharbeiten zu Bloody Mama mein Mittagessen in einem Grab eingenommen.“

1970 arbeitete er erneut mit Regisseur De Palma zusammen, der ihm die Hauptrolle in seinem Film Hi, Mom! übertrug. In dem komödiantischen Low-Budget-Streifen war De Niro als Vietnam-Veteran zu sehen, der die Bewohner eines gegenüberliegenden Appartementblocks beobachtet. In den frühen 1970er Jahren spielte der Darsteller weitere Rollen in Filmen wie Wo Gangster um die Ecke knallen (1971) oder Pforte zur Hölle (1971), von denen aber keiner seine Karriere voranbrachte. Für eine Rolle in Der Pate (1972) sprach er vergeblich vor. 1973 trat er zum vorläufig letzten Mal im Theater auf.

### 1973–1980
Das Jahr 1973 wurde für den 30-jährigen Darsteller zum entscheidenden Wendepunkt. In Das letzte Spiel stellte er den sterbenden Baseballspieler Bruce Person dar und gewann den „New York Film Critics Award“ als bester Schauspieler. Er traf Martin Scorsese, der wie er in Little Italy aufgewachsen war und seit den späten 1960er Jahren als Filmregisseur arbeitete. Scorsese gab De Niro die wichtige Rolle des neurotischen Johnny Boy in seinem Film Hexenkessel, einem biographisch geprägten Porträt einiger New Yorker Kleinganoven, die sich in Little Italy durchschlagen.
Der Film wurde von der Kritik nahezu einhellig gelobt, war an den Kinokassen erfolgreich (drei Millionen Dollar Einspielergebnis bei einem Budget von 500.000 Dollar) und begründete die Jahrzehnte dauernden Karrieren von Scorsese, De Niro sowie Harvey Keitel, der hier noch die Hauptrolle spielte. Ab 1975 avancierte De Niro zu Scorseses bevorzugtem Darsteller; sie arbeiteten von 1973 bis 2023 zehnmal zusammen.
Nachdem De Niro in Hexenkessel überzeugt hatte, gab ihm Regisseur Francis Ford Coppola die begehrte Rolle des „Paten“ Vito Corleone in Der Pate – Teil II (1974). De Niro übernahm hier den Part, den Marlon Brando zwei Jahre zuvor im ersten Teil des Welterfolgs gespielt hatte, stellte den Mafia-Chef aber als jungen Mann am Anfang seiner „Karriere“ dar. Auf der zweiten Zeitebene des epischen Films war Al Pacino erneut als Vitos Sohn Michael Corleone zu sehen. De Niro hatte sich akribisch darauf vorbereitet, die speziellen Manierismen der berühmten von Brando gespielten Figur zu übernehmen.
Der Pate – Teil II war ein weltweiter Erfolg bei Kritik und Publikum und etablierte De Niro endgültig als neuen Star. Nahezu einhellig wurde ihm bescheinigt, er habe die schwierige Herausforderung als Brandos Nachfolger bravourös gemeistert. 1975 war De Niro als Nebendarsteller erstmals für einen Oscar nominiert und gewann den Preis für seine Darstellung des Vito Corleone. Er erhielt die Auszeichnung damit für die Darstellung derselben Figur, für deren Interpretation bereits Marlon Brando (im ersten Teil) einen Oscar erhalten hatte. Der Pate – Teil II war elfmal nominiert und gewann sechs Preise, darunter auch den in der Kategorie Bester Film des Jahres. De Niro war bislang insgesamt achtmal für einen Oscar nominiert und gewann ihn zweimal. Davon entfallen sieben Nominierungen auf seine schauspielerischen Leistungen sowie eine Nominierung als Produzent für The Irishman in der Kategorie Bester Film. 
Seinen Oscar als bester Nebendarsteller in Der Pate – Teil II für die Rolle des jungen Vito Corleone konnte er jedoch nicht persönlich entgegennehmen, da er sich zum Zeitpunkt der Verleihung in Italien aufhielt, wo er an Bernardo Bertoluccis Monumentalfilm 1900 (Novecento) arbeitete. Darüber hinaus wurde er 1981 für seine beeindruckende Darstellung des Jake LaMotta in Wie ein wilder Stier (Raging Bull) als bester Hauptdarsteller ausgezeichnet.
In Bernardo Bertoluccis opulentem Epos 1900, das 1976 in die Kinos kam, stellte De Niro einen italienischen Großgrundbesitzer dar und sorgte wegen einer expliziten Sexszene für Aufsehen. Der von US-Studios finanzierte Fünf-Stunden-Film konnte seine enormen Kosten (umgerechnet rund 20 Millionen D-Mark) nicht einspielen, obwohl er mehrfach gekürzt und umgeschnitten worden war. Auch De Niro, der mit Bertoluccis Regiestil und seinem französischen Co-Star Gérard Depardieu unzufrieden war, konnte schauspielerisch nicht voll überzeugen.
1976 spielte er dann die Rolle, die ihn endgültig als einen der führenden Charakterdarsteller etablierte. Unter der Regie von Scorsese war er in der titelgebenden Rolle als Taxi Driver Travis Bickle zu sehen. Der entwurzelte Vietnam-Veteran („Gottes einsamster Mann“) arbeitet in New York als Taxifahrer und ist angewidert von dem menschlichen Abschaum, mit dem er in den nächtlichen Straßenschluchten konfrontiert wird. Er stilisiert sich zum Beschützer einer jugendlichen Prostituierten (Jodie Foster) und richtet ein Blutbad an.
Mit Taxi Driver gelang Scorsese ein durchschlagender Erfolg bei Kritik und Publikum (28 Millionen Dollar in den USA bei einem Budget von 1,3 Millionen Dollar). Das düstere Drama avancierte zu einem der großen Filmklassiker der 1970er Jahre und erhielt 1977 vier Oscar-Nominierungen, darunter eine für den Hauptdarsteller De Niro. Einige improvisierte Dialogzeilen De Niros („You talkin’ to me?“) gingen in die Umgangssprache ein. Der Schauspieler hatte sich wie immer mit großem Engagement auf die Rolle vorbereitet und war unter anderem selbst in New York Taxi gefahren.
Nach diesem Erfolg spielte De Niro in zwei Filmen, die bei Kritik und Publikum durchfielen. In Elia Kazans Der letzte Tycoon (1976) stellte er einen Filmproduzenten der 1930er Jahre dar (angelehnt an den früh verstorbenen MGM-Chef Irving Thalberg). Trotz eindrucksvoller Starbesetzung (Jack Nicholson, Tony Curtis, Robert Mitchum, Jeanne Moreau) wurde der Film zu einem Flop; auch De Niros Darstellung wurde nicht als herausragend bewertet. Der letzte Tycoon markierte für den 67-jährigen Kazan das Ende einer mehr als 30-jährigen Regiekarriere.
1977 drehte Martin Scorsese mit großem Budget und aufwändigen Kulissen das nostalgische Musical New York, New York, das De Niro im Jahr 1945 als Saxophonspieler zeigt, der sich in eine Sängerin (Liza Minnelli) verliebt. Der Film, für den De Niro das Saxophonspielen erlernte, konnte die Erwartungen nicht erfüllen und wurde zurückhaltend aufgenommen.
Sein nächster Film sah ihn in der Rolle eines russischstämmigen Stahlarbeiters, der zusammen mit seinen Freunden nach Vietnam eingezogen wird. Michael Ciminos epischer Kriegsfilm Die durch die Hölle gehen (1978) porträtiert zunächst ausführlich das Leben der Stahlarbeiter und blendet dann in einem abrupten Schnitt auf das barbarische Geschehen in Vietnam über, das die Protagonisten psychisch schwer zeichnet. Mit Darstellern wie John Cazale, Christopher Walken und Meryl Streep war der Film hochkarätig besetzt. De Niro führte für den Film zahlreiche Stunts selbst aus – er ließ sich unter anderem 15 Mal aus zehn Metern Höhe in einen Fluss fallen und hängte sich an die Kufen eines Hubschraubers, der hoch in die Luft stieg.
Ciminos Film wurde zu einem kommerziellen und künstlerischen Erfolg, rief aber Kontroversen hervor. Als er bei der Berlinale gezeigt wurde, verließen die Delegationen der kommunistischen Länder das Festival, weil sie die nordvietnamesischen Soldaten durch den Film verunglimpft sahen. Mit fünf Auszeichnungen, darunter eine für den besten Film, war Ciminos Vietnam-Epos der große Gewinner der Oscar-Verleihung des Jahres 1979.
1980 spielte De Niro in Wie ein wilder Stier seine nach allgemeinem Tenor bedeutendste Rolle. Das von Scorsese in Schwarzweiß inszenierte Boxer-Drama zeichnet das Leben und die Karriere von Jake LaMotta (1921–2017) nach, der 1949 Weltmeister im Mittelgewicht wurde. Der Regisseur und sein Hauptdarsteller zeigen hier konsequent das Porträt eines unsympathischen Schlägers, mit dessen Leben es immer weiter bergab geht. LaMotta verkommt nach seiner Boxkarriere zu einem aufgeschwemmten Entertainer, der in Nachtclubs schlechte Witze erzählt.
Um sich auf seine Rolle vorzubereiten, absolvierte De Niro ein einjähriges Box-Training und wurde dabei von LaMotta persönlich angeleitet, der De Niro bescheinigte, er habe das Zeug zum Profikämpfer. Der Darsteller absolvierte drei Boxkämpfe und gewann davon zwei. Als die aufwändig choreographierten Kampfszenen abgedreht waren (die später von der Kritik für ihre inszenatorische, darstellerische und schnitttechnische Brillanz besonders gelobt wurden), aß sich De Niro innerhalb kurzer Zeit 30 Kilo Übergewicht an, um den späten, stark übergewichtigen LaMotta adäquat spielen zu können. Der Film beginnt und endet mit Szenen, in denen LaMottas traurige Existenz als drittklassiger Nachtclub-Entertainer gezeigt wird. LaMotta verklagte die Produktionsgesellschaft United Artists wegen der Art und Weise, wie er in dem Film porträtiert wird.
Scorseses düsteres Boxerdrama war kein großer Kassenerfolg, avancierte aber schnell zum Klassiker, der vielfach als eines der besten Werke der Filmgeschichte bezeichnet wird. De Niro hatte sich mit einer bis dahin beispiellosen Intensität auf seine Rolle vorbereitet und hielt jahrelang den Rekord für die stärkste Gewichtszunahme, der sich ein Schauspieler für eine Rolle unterzogen hatte. 1981 wurde er mit einem Oscar für die beste Hauptrolle ausgezeichnet und setzte sich gegen Robert Duvall, Jack Lemmon, Peter O’Toole und John Hurt durch. Wie ein wilder Stier war auch als bester Film des Jahres nominiert, verlor aber gegen Robert Redfords Regiedebüt Eine ganz normale Familie, was häufig als Fehlentscheidung gewertet wurde. De Niro schloss mit Wie ein wilder Stier seine in künstlerischer Hinsicht wohl bedeutendste Phase als Schauspieler mit einem Triumph ab und befand sich auf dem Höhepunkt seiner Karriere.

### 1981–1989

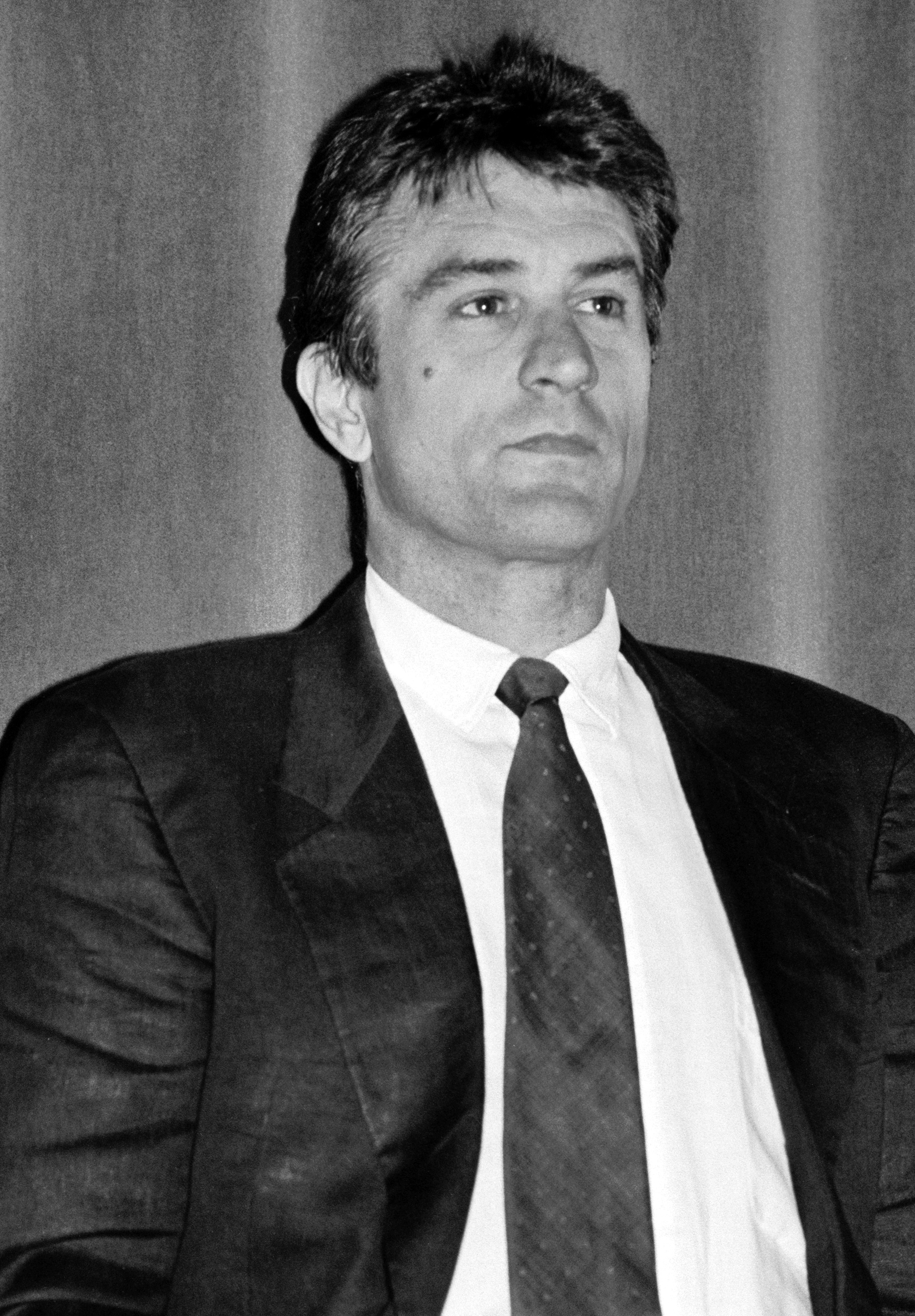
Robert De Niro (1988)

Martin Scorsese und Robert De Niro konnten zunächst nicht mehr an ihre Erfolge anknüpfen. 1981 spielte De Niro (der hier noch deutlich übergewichtig aussah) in Ulu Grosbards Fesseln der Macht einen Priester in Gewissensnöten, der in den 1940er Jahren indirekt in einen Mordfall verwickelt wird. Der eher ruhige und unspektakuläre, mit Robert Duvall, Charles Durning und Cyril Cusack hoch besetzte Film erhielt gemischte Kritiken und wurde in Deutschland nie im Kino gezeigt.
Mit King of Comedy setzten De Niro und Scorsese 1983 ihre Zusammenarbeit fort. De Niro agierte in der Rolle des erfolglosen Stand-up-Comedians Rupert Pupkin, der einen berühmten TV-Entertainer (Jerry Lewis) entführt. Von der Kritik zwar gelobt, wurde die pessimistische Tragikomödie zu einem katastrophalen Flop an der Kinokasse (2,5 Millionen Dollar in den USA bei einem Budget von 20 Millionen Dollar) und einem Rückschlag in Scorseses Karriere. In den 1980er Jahren war De Niro auch für die Rolle des Jesus Christus in Scorseses Film Die letzte Versuchung Christi vorgesehen. Das Projekt wurde mehrfach verschoben und 1988 schließlich mit Willem Dafoe realisiert.
Auch Sergio Leones fast vierstündige Gangster-Saga Es war einmal in Amerika wurde 1984 zu einem Flop. Der Film erzählt auf drei Zeitebenen (1922/1932/1968) das Leben des jüdischen Gangsters Noodles (De Niro), der während der Prohibition an der Seite seines Freundes Max (James Woods) Karriere macht, diesen dann aber an die Polizei verrät. Das aufwendige Epos (Budget: 30 Millionen Dollar) fand mit seiner komplexen Erzählstruktur im Kino kaum Publikum und wurde vergeblich umgeschnitten und gekürzt.
Es war einmal in Amerika wurde von der Kritik rehabilitiert und gilt seit langem als großer Klassiker der 1980er Jahre. Sergio Leone konnte allerdings nie die von ihm geplante Schnittfassung des Films erstellen, er starb 1989. Unter Scorseses Leitung wurde der Film restauriert und 2012 bei den Filmfestspielen von Cannes in einer um 25 Minuten längeren Fassung präsentiert.
(Sergio Leone plante jahrelang einen Film über die Belagerung von Leningrad im Zweiten Weltkrieg und hatte De Niro für die Hauptrolle vorgesehen. Das Projekt konnte vor Leones Tod allerdings nicht mehr realisiert werden.)
Mit Der Liebe verfallen (1984), einer eher konventionell angelegten Liebesgeschichte, hatte De Niro an der Seite von Meryl Streep moderaten kommerziellen Erfolg. 1985 war er in Terry Gilliams Brazil in der zentralen, wenn auch kurzen Rolle des Harry Tuttle zu sehen, der in einem kafkaesken Überwachungsstaat als Terrorist gesucht wird. Der bizarre und düstere Streifen fand zwar kein großes Publikum, gilt aber allgemein als Meisterwerk und Kultfilm.
In Roland Joffés epischem Historienfilm The Mission (1986) war De Niro (langhaarig und mit Vollbart) als Missionar in Südamerika zu sehen. Der mit der Goldenen Palme von Cannes ausgezeichnete Streifen erhielt gemischte Kritiken und konnte sich im Kino nicht durchsetzen. 1987 spielte De Niro (erneut langhaarig und mit Vollbart) in Alan Parkers Horrorthriller Angel Heart die zentrale Nebenrolle des ominösen Louis Cyphre, der in den 1950er Jahren einen heruntergekommenen Privatdetektiv (Mickey Rourke) engagiert. Kritiker merkten an, De Niro habe bei seiner Darstellung des dämonischen Cyphre überzogen. Auch Angel Heart wurde kein Kassenerfolg, gilt aber als Genreklassiker.
1987 war De Niro nach Jahren wieder in einem großen Kassenhit zu sehen. Unter der Regie von Brian De Palma, für den er bereits in den 1960er Jahren gespielt hatte, stellte er in dem großangelegten Gangsterepos The Untouchables – Die Unbestechlichen Al Capone dar. Kevin Costner (in der Hauptrolle des FBI-Agenten Eliot Ness) und Sean Connery (Oscar-gekrönt als erfahrener Polizist) agierten als dessen Widersacher. Um den legendären Mafia-Boss adäquat darstellen zu können, hatte De Niro an Gewicht zugelegt und sich eine Halbglatze rasieren lassen. Er trug außerdem die Sorte Unterwäsche, die früher Capone getragen hatte.
Martin Brests Actionkomödie Midnight Run – Fünf Tage bis Mitternacht (1988) zählt zum Genre der damals besonders beliebten „Buddy Movies“ und zeigt De Niro in der Rolle eines heruntergekommenen Kopfgeldjägers, der einen Mafia-Buchhalter (Charles Grodin) quer durch die USA befördern muss. Der Film fand bei der Kritik zwar positive Resonanz, war aber weniger erfolgreich als andere „Buddy Movies“ dieser Zeit (wie zum Beispiel Lethal Weapon – Zwei stahlharte Profis).
Für De Niro endeten die 1980er Jahre mit drei Filmen, die an der Kinokasse durchfielen. In Stanley und Iris (1989) agierte er als analphabetischer Koch, der sich in eine Kollegin (Jane Fonda) verliebt, in Jacknife (1989) als traumatisierter Vietnam-Veteran. Auch die Komödie Wir sind keine Engel (1989), in der er und Sean Penn als Gefängnisausbrecher, die sich als Priester verkleiden, zu sehen sind, floppte.

### 1990–1998

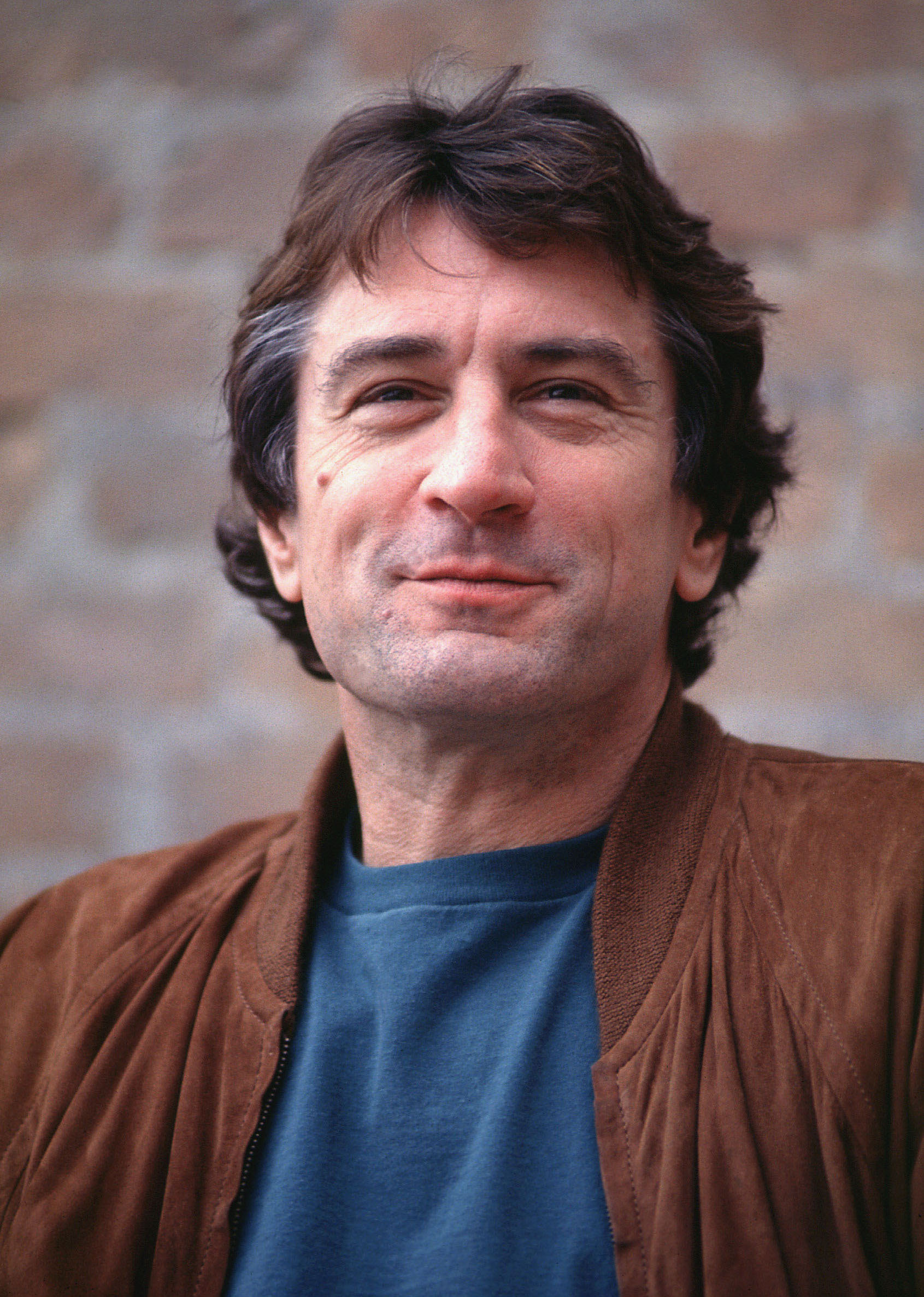
Robert De Niro (1990)

Ab den frühen 1990er Jahren konnte De Niro seine Filmkarriere mit einigen Erfolgen wieder stabilisieren. In Scorseses epischem Gangsterdrama GoodFellas – Drei Jahrzehnte in der Mafia agierte er in der zentralen Nebenrolle des „Mobsters“ Jimmy Conway, der zum Mentor des Nachwuchsgangsters Henry Hill (Ray Liotta) wird. Der teils mit schonungsloser Brutalität inszenierte Film avancierte zum Kassenhit und Genreklassiker. Für die Darstellung eines Komapatienten in Zeit des Erwachens (1990) war De Niro für einen Oscar nominiert.
In dem Drama Schuldig bei Verdacht (1991) agierte er als Filmregisseur, der während der McCarthy-Ära unter Druck gerät. Der erfolgreiche Actionfilm Backdraft – Männer, die durchs Feuer gehen (1991) zeigte ihn in einer zentralen Nebenrolle als erfahrenen Brandermittler.
Mit einem weltweiten Einspielergebnis von über 180 Millionen Dollar wurde der Psychothriller Kap der Angst zum größten Erfolg für Martin Scorsese und Robert De Niro – und zu einem Kassenhit des Jahres 1991. Das freie Remake von Ein Köder für die Bestie aus dem Jahr 1962 war deutlich kommerzieller angelegt als frühere Werke des eingespielten Duos und zeigte De Niro als tätowierten Psychopathen Max Cady, der mit manischer Energie einen Anwalt (Nick Nolte) und seine Familie terrorisiert. (De Niro hatte einen Zahnarzt beauftragt, sein Gebiss für die Cady-Rolle in einen möglichst schlimmen Zustand zu versetzen.) Die brutalen Gewaltdarstellungen des Films wurden kontrovers diskutiert. De Niro, der sich für die Rolle einen besonders drahtig-muskulösen Körper antrainiert hatte, erhielt für seine Darstellung des Max Cady 1992 eine Oscarnominierung.
Mit Streifen wie Night and the City, Mistress – Die Geliebte von Hollywood (beide 1992) oder Sein Name ist Mad Dog (1993) sorgte er für weniger Aufsehen. 1993 debütierte er mit In den Straßen der Bronx als Regisseur und spielte einen Busfahrer in der Bronx, der im Jahr 1960 verhindern will, dass sein Sohn eine Mafia-Karriere einschlägt. De Niro widmete den Film, der beim Publikum kaum Resonanz fand, seinem Vater, der im selben Jahr verstorben war.
Kenneth Branaghs Horrordrama Mary Shelley’s Frankenstein wurde 1994 zum Kassenhit, es zeigt De Niro als künstliche Kreatur aus dem Labor Dr. Frankensteins (Branagh). Die Kritik reagierte eher ablehnend auf den Film, in dem De Niro unter einer perfekt konstruierten Horrormaske quasi nicht zu erkennen war.
1995 drehte De Niro zwei fast dreistündige Gangsterepen, die zu Klassikern wurden. Unter der Regie von Scorsese agierte er in Casino als Manager eines Las-Vegas-Casinos. Der in den 1970er Jahren angesiedelte Film zeigt exemplarisch Aufstieg und Fall von Sam Rothstein (De Niro), der als perfektionistischer Kontrollfanatiker höchst effektiv ein Casino führt und seinen Auftraggebern (die Chicagoer Mafia) zu spektakulären Gewinnen verhilft. Als er sich unglücklich in eine schöne Edelprostituierte (Sharon Stone) verliebt und mit mächtigen Lokalpolitikern anlegt, beginnt sein Niedergang. Publikum und Kritik reagierten positiv auf den Film, der thematisch und durch seinen fiebrigen Inszenierungsstil sehr an Good Fellas – Drei Jahrzehnte in der Mafia erinnert.

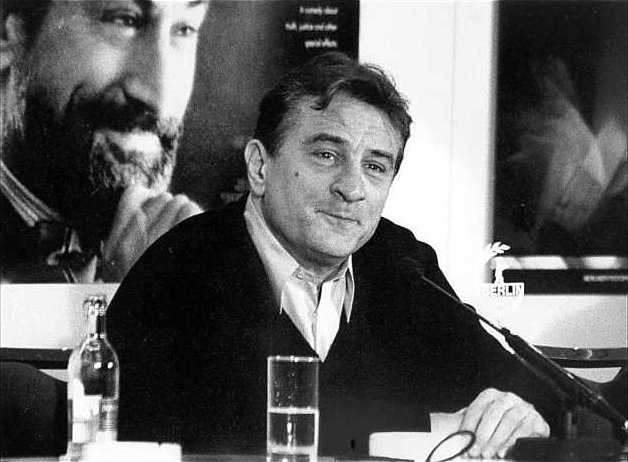
Robert De Niro (1998)

Auch in Michael Manns epischem Gangsterfilm Heat (1995) agierte De Niro als Kontrollfanatiker auf der falschen Seite des Gesetzes. Neil McCauley (De Niro) ist als erfahrener Profigangster Anführer einer Gang, die in Los Angeles perfekt geplante Einbrüche und Banküberfälle durchführt. Die Bande gerät zunehmend unter Druck, als Polizei-Lieutenant Vincent Hanna gegen sie ermittelt. Regisseur Mann sicherte seinem Film große Aufmerksamkeit, indem es ihm gelang, neben De Niro den nicht minder profilierten Al Pacino für die Rolle des Vincent Hanna zu engagieren. In der wohl bekanntesten Szene des Films führen die beiden legendären Charakterdarsteller in einem Coffee Shop ein längeres Gespräch über ihr Privatleben und ihre Profession. Heat spielte weltweit 174 Millionen Dollar ein, Casino 116 Millionen. 1995 wurde damit für De Niro zum bis dahin erfolgreichsten Jahr. Bis 1998 verteuerte sich seine Gage auf 14 Millionen Dollar.
Mit Barry Levinsons Drama Sleepers, das in den 1960er Jahren angesiedelt ist und um Themen wie Jugendkriminalität und sexuellen Missbrauch kreist, konnte De Niro 1996 erneut einen großen Kassenerfolg verbuchen (Einspielergebnis: 166 Millionen Dollar). Er agierte darin als engagierter Pfarrer und Teil eines profilierten Ensembles (Kevin Bacon, Brad Pitt, Dustin Hoffman, Vittorio Gassman).
Als deutlich weniger erfolgreich erwies sich Tony Scotts Psychothriller Der Fan (1996), in dem er einen psychopathischen Baseball-Fan darstellte. Die Filmkritik bezeichnete Scotts Inszenierungsstil überwiegend als zu glatt und oberflächlich. Das Drama Marvins Töchter (1996) floppte trotz prominenter Besetzung (Meryl Streep, Leonardo DiCaprio, Diane Keaton); De Niro trat in einer Nebenrolle als Arzt auf.
Bis in die späten 1990er Jahre war De Niro in mehreren Filmen zu sehen, die bescheidenen Erfolg hatten. Er spielte neben Sylvester Stallone und Harvey Keitel in Cop Land (1997), einem Drama, das im Polizei-Milieu angesiedelt ist, und agierte im selben Jahr neben Dustin Hoffman in der Polit-Satire Wag the Dog – Wenn der Schwanz mit dem Hund wedelt. De Niro spielte profilierte Nebenrollen in Quentin Tarantinos komödiantischem Gangsterfilm Jackie Brown (1997) und der Charles-Dickens-Adaption Große Erwartungen (1998), die den klassischen Stoff in die Gegenwart verlegte.
John Frankenheimers Actionthriller Ronin (1998) zeigte De Niro – mit Jean Reno als Co-Star – in der Hauptrolle des Söldners Sam, der den Auftrag bekommt, zusammen mit einem Team von Spezialisten einen schwer bewachten Koffer zu erbeuten. Den Film, der in Frankreich spielt und im Kino überraschenderweise floppte, dominieren aufwendig inszenierte Verfolgungsjagden, die unter anderem mit dem ehemaligen Formel-1-Fahrer Jean-Pierre Jarier durchgeführt wurden.

### 1999 bis heute

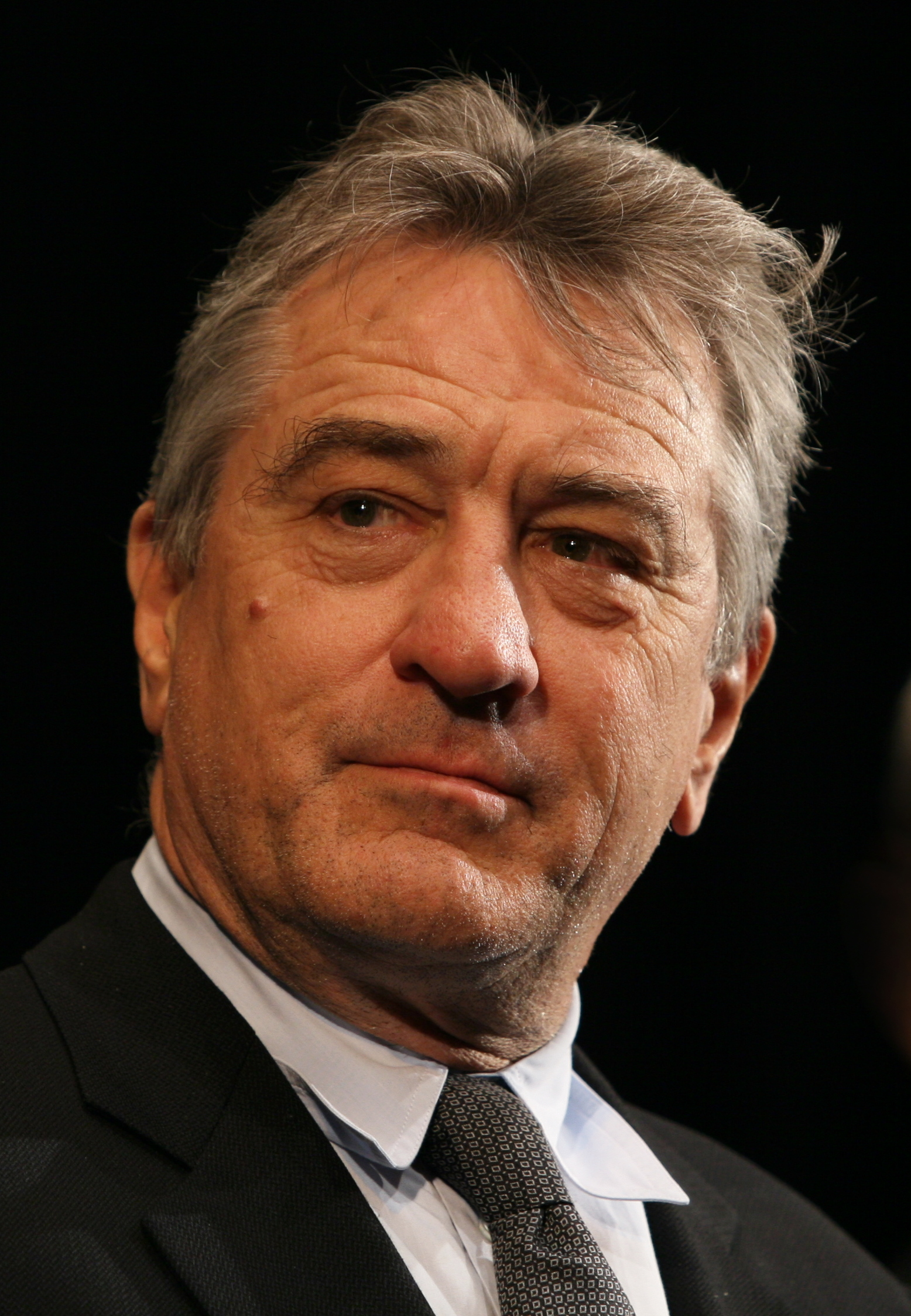
Robert De Niro (2008)

1999 drehte er mit Billy Crystal die Mafia-Komödie Reine Nervensache, die mit einem weltweiten Einspielergebnis von 141 Millionen Dollar ein Kassenschlager wurde. Noch erfolgreicher war im Jahr 2000 Meine Braut, ihr Vater und ich. Als misstrauischer Ex-CIA-Agent Jack Byrnes hegt De Niro starke Vorbehalte gegen seinen zukünftigen Schwiegersohn. Mit einem weltweiten Einspielergebnis von 330 Millionen Dollar wurde die Komödie zu seinem kommerziell erfolgreichsten Film.
Er selbst avancierte im Alter von fast 60 Jahren zu einem der Topverdiener Hollywoods; er erhielt nun Gagen, wie sie für etablierte Actionhelden wie Harrison Ford oder Komödien-Stars wie Jim Carrey üblich waren (20 Millionen Dollar). In den Fortsetzungen Reine Nervensache 2 (2002), Meine Frau, ihre Schwiegereltern und ich (2004) sowie Meine Frau, unsere Kinder und ich (2010) wurde das Erfolgsrezept mehrfach variiert.
Kein anderer Film De Niros konnte indessen an die Einspielergebnisse seiner Erfolgskomödien heranreichen, einige fielen bei Kritik und Publikum komplett durch. Filme wie Makellos (1999), Die Abenteuer von Rocky & Bullwinkle (2000), 15 Minuten Ruhm (2001), Showtime (2002), City by the Sea (2002), Godsend (2004), Inside Hollywood (2008), Kurzer Prozess – Righteous Kill (2008), Everybody’s Fine (2009), Stone (2010) oder Killer Elite (2011) wurden allesamt Flops. Mit The Score (2001), in dem er neben Marlon Brando und Edward Norton als Meisterdieb auftrat, dem Militärdrama Men of Honor (2000), dem historischen Drama Die Brücke von San Luis Rey (2004) und dem Actionfilm Machete (2010) verbuchte er moderate Erfolge.
Zu einem großen Kinohit avancierte der Animationsfilm Große Haie – Kleine Fische (2004), in dem De Niro den Hai-Mafiaboss Don Lino sprach, der friedliche Meeresbewohner terrorisiert. Ein Kassenhit wurde auch der Horrorthriller Hide and Seek – Du kannst dich nicht verstecken (2005). De Niros zweite Regiearbeit, Der gute Hirte, erhielt 2006 gemischte Kritiken. In epischer Breite wird die Karriere des Geheimdienstoffiziers Edward Wilson (Matt Damon) nachgezeichnet, der von den 1940er bis zu den 60er Jahren CIA-Operationen steuerte. Der Film konnte sein hohes Produktionsbudget von 90 Millionen Dollar nicht einspielen.
In dem erfolgreichen Fantasyfilm Der Sternwanderer trat De Niro 2007 in einer Nebenrolle auf. Zu einem Publikumserfolg wurde auch der Thriller Ohne Limit (2011), in dem er einen Geschäftsmann spielte (weltweites Einspielergebnis: 162 Millionen Dollar). In der erfolgreichen Liebeskomödie Happy New Year war er 2011 in einer Nebenrolle zu sehen. 2012 spielte De Niro in der US-amerikanisch-spanischen Mystery-Produktion Red Lights unter der Regie von Rodrigo Cortés an der Seite von Sigourney Weaver und Toby Jones einen (vorgeblichen) Parapsychologen, der es zu legendärer Berühmtheit gebracht hat.
In den anschließenden Jahren folgten mehrere Produktionen im Jahr, darunter viele Komödien und Dramen, die allerdings die Kritiker oft nicht überzeugen konnten und häufig kein breites Publikum mehr fanden. So wurde De Niro bescheinigt, „nicht mehr wählerisch zu sein“ und „nur noch den Kinokasper zu geben“. Allerdings gibt es auch Stimmen, die hervorheben, dass De Niro selbst in eher schwachem Material wie Dirty Grandpa noch sein Schauspieltalent beweise. De Niro selbst äußerte zu seinem 70. Geburtstag, er wolle so lange und so viel wie möglich spielen.
2019 wirkte er an zwei Produktionen mit, die bei Kritikern und Publikum gleichermaßen erfolgreich waren. Er war in dem Mafiafilm The Irishman in der Rolle von Frank Sheeran zu sehen. Der Film bedeutete eine erneute Zusammenarbeit mit Regisseur Martin Scorsese und mit seinen Schauspielkollegen Joe Pesci und Al Pacino. Zudem wirkte er an dem Thriller Joker unter Regie von Todd Phillips mit, in der er in einer entscheidenden Nebenrolle den Fernsehmoderator Murray Franklin verkörperte. Joker war auch von früheren Filmen Scorseses mit De Niro beeinflusst.
Für die Nebenrolle des William „King“ Hale in Martin Scorseses Killers of the Flower Moon (2023) erhielt er seine neunte Oscar-Nominierung zuerkannt.
Im Jahr 2025 wurde De Niro zur Eröffnung des 78. Filmfestivals von Cannes mit der Goldene Ehrenpalme für sein Lebenswerk geehrt. Laudator war Leonardo DiCaprio, mit dem er zuletzt in Killers of the Flower Moon zu sehen gewesen war.

## Verschiedenes

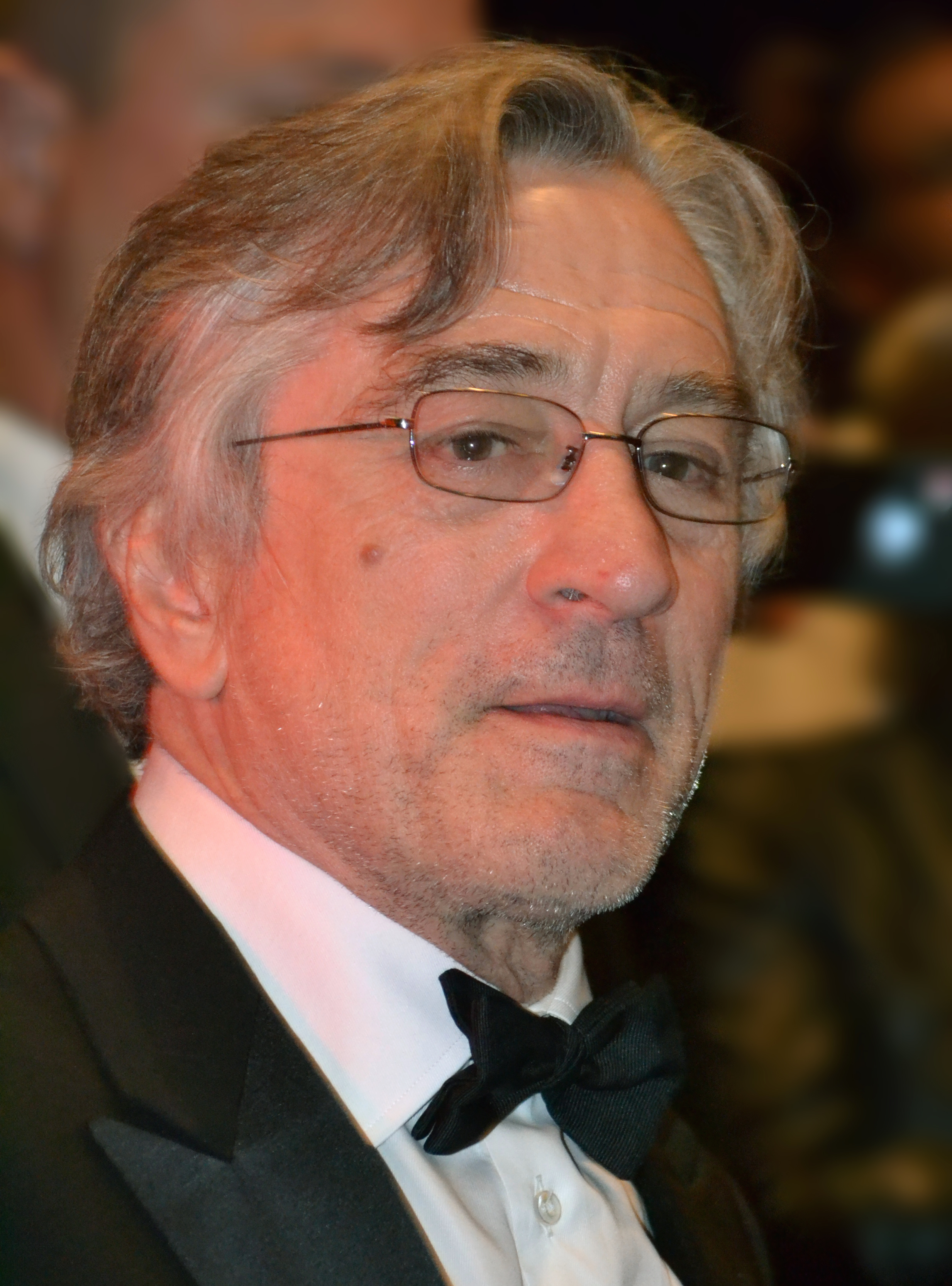
Robert De Niro (2011)

1989 gründete De Niro zusammen mit Jane Rosenthal in New York die Produktionsfirma Tribeca Productions, von der seither überwiegend Filme produziert werden, an denen der Star als Schauspieler oder Regisseur beteiligt ist. Die erste Tribeca-Produktion war der Thriller Kap der Angst, der deutlich kommerzieller ausgerichtet war als die meisten vorherigen Filme des Schauspielers.
Offenbar, um das Unternehmen finanziell zu stützen, orientiert sich De Niro seit den späten 1990er Jahren bei seiner Filmauswahl vor allem am Mainstream und spielt regelmäßig in eingängigen Krimis und Komödien. Seither dreht er außerdem sehr viel mehr Filme als früher. War er in den 1980er Jahren noch in 13 Filmen aufgetreten, waren es in den 1990er Jahren bereits 25 und in den 2000er Jahren 18. Nach allgemeiner Einschätzung reichen De Niros spätere Filme nicht an seine Klassiker wie Taxi Driver oder Wie ein wilder Stier, mit denen er Filmgeschichte schrieb, heran.
Dies zeigt sich auch darin, dass kaum einer von ihnen mit einem wichtigen Filmpreis ausgezeichnet wurde. Die Internet Movie Database listet (Stand: Juli 2025) unter den 250 am besten bewerteten Filmen neun Werke mit Robert De Niro auf: Der Pate – Teil II (Platz 4), Goodfellas (17), Joker (86), Es war einmal in Amerika (88), Heat (103), Taxi Driver (131), Casino (145), Wie ein wilder Stier (174) und Die durch die Hölle gehen (205). Damit ist er der in dieser Hinsicht erfolgreichste Schauspieler. Acht dieser Filme sind zwischen 1974 und 1995 entstanden, nur Joker erschien 2019. De Niro spielte bislang in zwei Filmen, die mit einem Oscar für den besten Film ausgezeichnet wurden: Der Pate – Teil II, 1975, und Die durch die Hölle gehen, 1979. 2013 war er nach 21 Jahren wieder für einen Oscar nominiert (Nebenrolle in Silver Linings).
Seit 2003 erhielt De Niro mehrere Auszeichnungen für sein Lebenswerk, darunter den renommierten AFI Life Achievement Award vom American Film Institute. Bei der Golden-Globe-Verleihung 2011 wurde er mit dem Cecil B. DeMille Award für sein Lebenswerk geehrt. Darüber hinaus hat er mehrere Dutzend internationale Auszeichnungen erhalten. 2011 leitete De Niro die Wettbewerbsjury der 64. Filmfestspiele von Cannes, die den US-amerikanischen Beitrag The Tree of Life von Terrence Malick mit der Goldenen Palme auszeichnete.

## Privatleben
De Niro lebt zurückgezogen, gilt als medienscheu und hält sich von der Glamourwelt Hollywoods fern. Sein Lebensmittelpunkt ist seit jeher New York. Er gab zu Beginn seiner Karriere noch Interviews, dann längere Zeit nicht mehr. Auch heute tut er es eher sporadisch, und häufig fällt er dabei durch einsilbige Antworten auf. Auskünfte zu seiner Schauspieltechnik oder Rollenvorbereitung gibt er kaum.
1976 heiratete er die Schauspielerin Diahnne Abbott (* 1945), von der er sich 1988 scheiden ließ. Aus der Beziehung ging ein Sohn (* 1976) hervor. Abbotts Tochter Drena (* 1967) wurde von De Niro adoptiert, sie arbeitet ebenfalls als Schauspielerin. De Niro hatte eine langjährige Beziehung mit dem Model Toukie Smith, mit der er 1995 die Zwillinge Julian und Aaron bekam, von denen sich Letzterer später unter dem Namen Airyn als Transfrau outete. 1997 heiratete er Grace Hightower (* 1955). Aus dieser Verbindung ging 1998 ein Sohn hervor. Im November 2004 heiratete er sie – nach einer Scheidung, die nie rechtskräftig geworden war – auf seiner Farm in den Catskill Mountains ein zweites Mal. Im Dezember 2011 wurde De Niro mit Hilfe einer Leihmutter erneut Vater. Im November 2018 bestätigte De Niro die Trennung von Hightower. Am 9. Mai 2023 berichtete er in einem Interview, dass er zum siebten Mal Vater geworden ist. Die Mutter des Mädchens ist Tiffany Chen. Kurze Zeit später starb Robert De Niros 19-jähriger Enkel Leandro De Niro Rodriguez überraschend an einer Überdosis Tabletten, die mit Fentanyl versetzt waren.
Zu seinen besten Freunden zählt Joe Pesci, dessen Karriere er förderte und der seit Wie ein wilder Stier in mehreren Filmen sein Co-Star war. Auch mit seinem Kollegen Harvey Keitel ist De Niro befreundet, seit er mit ihm 1973 Hexenkessel drehte. Ein gutes Verhältnis pflegt er auch zu seinem Schauspielkollegen Al Pacino. Beide spielten oft die Rolle des Gangsters oder Polizisten und gelten als Inbegriff des italo-amerikanischen Charakterdarstellers. In ihrem ersten gemeinsamen Film, Der Pate – Teil II, hatten sie keine gemeinsamen Szenen. Knapp 20 Jahre später standen sie für Heat wieder gemeinsam vor der Kamera; darin hatten sie zwei längere Sequenzen, in denen sie aufeinandertrafen. Erst in dem Film Kurzer Prozess – Righteous Kill (2008) waren De Niro und Pacino, die dort ein Polizistenduo spielen, permanent zusammen zu sehen. De Niro war auch mit dem Komiker John Belushi befreundet und hatte ihn noch am Morgen des 5. März 1982 besucht, dem Tag, an dem Belushi an einer Überdosis Drogen starb.

## Politik
De Niro ist als Unterstützer der Demokratischen Partei bekannt, er setzte sich mehrfach für deren Präsidentschaftskandidaten ein. 1998 sprach er sich gegen das Impeachment von Präsident Bill Clinton aus. 2006 war er zu Gast in der Show Hardball with Chris Matthews. Auf die Frage, wen er sich als Präsidenten vorstellen könnte, nannte er Hillary Clinton und Barack Obama. Am 4. Februar 2008 trat er bei einer Veranstaltung Obamas in New Jersey auf.
2011 unterstützte er die Initiative Ein Logo für Menschenrechte. 2012 trat De Niro der Kampagne Artists Against Fracking bei. Während des US-Präsidentschaftswahlkampfs 2016 äußerte sich De Niro deutlich gegen Donald Trump, er nannte ihn „immens dumm“ und sagte, dass er ihm „gerne ins Gesicht schlagen würde“.
Im Mai 2024 veröffentlichte Joe Bidens Wahlkampfteam einen Werbespot für Biden, in dem de Niro Argumente aufzählt, warum man bei der Präsidentschaftswahl am 5. November 2024 nicht Trump wählen solle. Er sagt unter anderem: „Wir wussten, dass er schon als Präsident außer Kontrolle war.“ „Dann verlor er 2020 die Wahl – und ihm riss komplett die Kette.“ „Trump will Rache, und er wird dafür vor nichts Halt machen.“

## Rezeption
Die britische Popband Bananarama hatte 1984 einen Hitparadenerfolg mit dem Song Robert De Niro’s Waiting. Gun Love, ein Song von ZZ Top von 1992, enthält die Textzeile „Runnin’ with the Wild Bunch, makin’ like Robert De Niro“. Der britische Sänger Finley Quaye platzierte in seinem Song Sunday Shining (1997) die Textzeile „I’m a hero like Robert De Niro“. Der deutsche Sänger Bosse veröffentlichte 2018 ein Lied mit dem Titel Robert De Niro.

## Synchronsprecher
Seit Der Pate – Teil II wird De Niro vom gleichaltrigen Christian Brückner synchronisiert. In dem Film Hexenkessel (1973) war er noch von Rolf Zacher gesprochen worden. In den 1980er Jahren wurde er einige Male von Joachim Kerzel synchronisiert (u. a. Angel Heart oder The Untouchables – Die Unbestechlichen). Seit 1988 ist Brückner der einzige Sprecher De Niros, er übernahm auch die Neu-Synchronisation von Es war einmal in Amerika, die 2003 für die DVD-Veröffentlichung des Films erstellt wurde. In der TV-Serie Der Pate: Die Saga (1977) sprach Brückner nicht nur De Niro in der Rolle des jungen, sondern auch Marlon Brando in der Rolle des älteren Vito Corleone.

## Filmografie (Auswahl)

### Schauspieler
- 1965: Drei Zimmer in Manhattan (Trois Chambres a Manhattan)
- 1965: Encounter (Kurzfilm)
- 1968: Greetings
- 1969: The Wedding Party
- 1969: Wer die Killer ruft (Sam’s Song)
- 1970: Hi, Mom!
- 1970: Bloody Mama
- 1971: Pforte zur Hölle (Born to Win)
- 1971: Jennifer on My Mind
- 1971: Wo Gangster um die Ecke knallen (The Gang That Couldn’t Shoot Straight)
- 1973: Hexenkessel (Mean Streets)
- 1973: Das letzte Spiel (Bang the Drum Slowly)
- 1974: Der Pate – Teil II (The Godfather, Part II)
- 1975: Das Kino Bertoluccis (Bertolucci Secondo Il Cinema)
- 1976: Der letzte Tycoon (The Last Tycoon)
- 1976: 1900 (Novecento)
- 1976: Taxi Driver
- 1977: New York, New York
- 1978: Die durch die Hölle gehen (The Deer Hunter)
- 1980: Wie ein wilder Stier (Raging Bull)
- 1981: Fesseln der Macht (True Confessions)
- 1983: The King of Comedy
- 1984: Es war einmal in Amerika (Once Upon a Time in America)
- 1984: Der Liebe verfallen (Falling in Love)
- 1985: Brazil
- 1986: Mission (The Mission)
- 1987: Dear America – Briefe aus Vietnam (Dear America: Letters Home from Vietnam) (Stimme von Great Sewer)
- 1987: Angel Heart
- 1987: The Untouchables – Die Unbestechlichen (The Untouchables)
- 1988: Midnight Run – Fünf Tage bis Mitternacht (Midnight Run)
- 1989: Wir sind keine Engel (We’re No Angels)
- 1989: Jacknife
- 1990: Zeit des Erwachens (Awakenings)
- 1990: Stanley & Iris
- 1990: GoodFellas – Drei Jahrzehnte in der Mafia (Goodfellas)
- 1991: Kap der Angst (Cape Fear)
- 1991: Schuldig bei Verdacht (Guilty by Suspicion)
- 1991: Backdraft – Männer, die durchs Feuer gehen (Backdraft)
- 1992: Night and the City
- 1992: Mistress – Die Geliebten von Hollywood (Mistress)
- 1993: In den Straßen der Bronx (A Bronx Tale)
- 1993: Sein Name ist Mad Dog (Mad Dog and Glory)
- 1993: This Boy’s Life
- 1994: Mary Shelley’s Frankenstein
- 1995: Casino
- 1995: Heat
- 1996: The Fan
- 1996: Sleepers
- 1996: Marvins Töchter (Marvin’s Room)
- 1997: Cop Land
- 1997: Wag the Dog – Wenn der Schwanz mit dem Hund wedelt (Wag the Dog)
- 1997: Jackie Brown
- 1998: Große Erwartungen (Great Expectations)
- 1998: Ronin
- 1999: Reine Nervensache (Analyze This)
- 1999: Makellos (Flawless)
- 2000: Die Abenteuer von Rocky & Bullwinkle (The Adventures of Rocky & Bullwinkle)
- 2000: Men of Honor
- 2000: Meine Braut, ihr Vater und ich (Meet the Parents)
- 2001: 15 Minuten Ruhm (15 Minutes)
- 2001: The Score
- 2002: Showtime
- 2002: City by the Sea
- 2002: Reine Nervensache 2 (Analyze That)
- 2004: Die Brücke von San Luis Rey (The Bridge of San Luis Rey)
- 2004: Godsend
- 2004: Meine Frau, ihre Schwiegereltern und ich (Meet the Fockers)
- 2004: Große Haie – Kleine Fische (Stimme von Don Lino)
- 2005: Hide and Seek – Du kannst dich nicht verstecken (Hide & Seek)
- 2006: Der gute Hirte (The Good Shepherd)
- 2006: Extras (Fernsehserie, Folge 2x06)
- 2007: Der Sternwanderer (Stardust)
- 2008: Inside Hollywood (What Just Happened?)
- 2008: Kurzer Prozess – Righteous Kill (Righteous Kill)
- 2009: Everybody’s Fine
- 2010: Stone
- 2010: Machete
- 2010: Meine Frau, unsere Kinder und ich (Little Fockers)
- 2011: Ohne Limit (Limitless)
- 2011: Manuale d’amore 3
- 2011: Killer Elite
- 2011: Happy New Year (New Year’s Eve)
- 2012: Being Flynn
- 2012: Red Lights
- 2012: Freelancers
- 2012: Silver Linings (Silver Linings Playbook)
- 2013: The Big Wedding
- 2013: Killing Season
- 2013: Malavita – The Family (The Family)
- 2013: Last Vegas
- 2013: American Hustle
- 2013: Zwei vom alten Schlag (Grudge Match)
- 2014: Motel Room 13 (The Bag Man)
- 2015: Man lernt nie aus (The Intern)
- 2015: Joy – Alles außer gewöhnlich (Joy)
- 2015: Die Entführung von Bus 657 (Heist)
- 2016: Dirty Grandpa
- 2016: Hands of Stone – Fäuste aus Stein (Hands of Stone)
- 2016: The Comedian – Wer zuletzt lacht (The Comedian)
- 2017: The Wizard of Lies – Das Lügengenie (The Wizard of Lies, Fernsehfilm)
- 2019: Joker
- 2019: The Irishman
- 2020: Immer Ärger mit Grandpa (The War with Grandpa)
- 2020: Kings of Hollywood (The Comeback Trail)
- 2022: Amsterdam
- 2022: Pfad der Vergeltung (Savage Salvation)
- 2023: Killers of the Flower Moon
- 2023: Und dann kam Dad (About My Father)
- 2023: Ezra – Eine Familiengeschichte (Ezra)
- 2025: Zero Day (Miniserie)
- 2025: The Alto Knights

### Produzent
- 1989: Wir sind keine Engel (We’re no Angels)
- 1991: Kap der Angst (Cape Fear)
- 1992: Mistress – Die Geliebten von Hollywood (Mistress)
- 1992: Halbblut (Thunderheart)
- 1993: In den Straßen der Bronx (A Bronx Tale)
- 1993: Die Nacht mit meinem Traummann (The Night We Never Meet)
- 1995: Panther
- 1996: Der Hochzeitstag (Faithful)
- 1997: Wag the Dog – Wenn der Schwanz mit dem Hund wedelt (Wag the Dog)
- 1998: The Mob – Der Pate von Manhattan (Witness to the Mob)
- 1999: Makellos (Flawless)
- 2000: Die Abenteuer von Rocky & Bullwinkle (The Adventures of Rocky & Bullwinkle)
- 2000: Meine Braut, ihr Vater und ich (Meet the Parents)
- 2001: Prison Song
- 2002: About a Boy oder: Der Tag der toten Ente (About a Boy)
- 2004: Meine Frau, ihre Schwiegereltern und ich (Meet the Fockers)
- 2004: Stage Beauty
- 2005: Rent
- 2006: Der gute Hirte (The Good Shepherd)
- 2007: Inside Hollywood (What Just Happened?)
- 2009: Public Enemies
- 2010: Meine Frau, unsere Kinder und ich (Little Fockers)
- 2018: Bohemian Rhapsody
- 2019: The Irishman

### Regisseur
- 1993: In den Straßen der Bronx (A Bronx Tale)
- 2006: Der gute Hirte (The Good Shepherd)

## Auszeichnungen

### Academy Awards (Oscar)
- 1975: Bester Nebendarsteller (Der Pate – Teil II)
- 1977: nominiert als bester Hauptdarsteller (Taxi Driver)
- 1979: nominiert als bester Hauptdarsteller (Die durch die Hölle gehen)
- 1981: Bester Hauptdarsteller (Wie ein wilder Stier)
- 1991: nominiert als bester Hauptdarsteller (Zeit des Erwachens)
- 1992: nominiert als bester Hauptdarsteller (Kap der Angst)
- 2013: nominiert als bester Nebendarsteller (Silver Linings)
- 2020: nominiert als bester Film (The Irishman)
- 2024: nominiert als bester Nebendarsteller (Killers of the Flower Moon)

### Golden Globe Award
- 1977: Nominierung (Hauptdarsteller - Drama), Taxi Driver
- 1978: Nominierung (Hauptdarsteller - Komödie/Musical), New York, New York
- 1979: Nominierung (Hauptdarsteller - Drama), The Deer Hunter (Die durch die Hölle gehen)
- 1981: Bester Hauptdarsteller (Drama), Raging Bull (Wie ein wilder Stier)
- 1989: Nominierung (Hauptdarsteller - Komödie/Musical), Midnight Run
- 1992: Nominierung (Hauptdarsteller - Drama), Cape Fear (Kap der Angst)
- 2000: Nominierung (Hauptdarsteller - Komödie/Musical), Analyze This
- 2001: Nominierung (Hauptdarsteller - Komödie/Musical), Meet the Parents
- 2011: Cecil B. DeMille Award für sein Lebenswerk
- 2020: Nominierung (Film - Drama), The Irishman
- 2024: Nominierung (Nebendarsteller), Killers of the Flower Moon

### Weitere Auszeichnungen
New York Film Critics Circle
- 1973: Bester Nebendarsteller, Mean Streets und Bang the Drum Slowly
- 1976: Bester Hauptdarsteller, Taxi Driver
- 1980: Bester Hauptdarsteller, Raging Bull
- 1990: Bester Hauptdarsteller, Goodfellas und Awakenings

National Society of Film Critics
- 1973: Bester Nebendarsteller, Mean Streets
- 1976: Bester Hauptdarsteller, Taxi Driver

Los Angeles Film Critics Association
- 1976: Bester Hauptdarsteller, Taxi Driver
- 1980: Bester Hauptdarsteller, Raging Bull

BAFTA – Nominierung
- 1977: Bester Hauptdarsteller, Taxi Driver
- 1980: Bester Hauptdarsteller, The Deer Hunter
- 1982: Bester Hauptdarsteller, Raging Bull
- 1984: Bester Hauptdarsteller, The King of Comedy
- 1991: Bester Hauptdarsteller, Goodfellas

National Board of Review
- 1980: Bester Hauptdarsteller, Raging Bull
- 1990: Bester Hauptdarsteller, Awakenings

Goldene Himbeere – Nominierung
- 2003: Schlechtestes Leinwandpaar mit Eddie Murphy in Showtime
- 2017: Schlechtester Hauptdarsteller, Dirty Grandpa

einzelne Auszeichnungen
- 1993: Internationale Filmfestspiele von Venedig: Preis für sein Lebenswerk
- 2003: AFI Life Achievement Award des American Film Institute
- 2004: Großoffizier des Verdienstordens der Italienischen Republik
- 2008: Goldene Kamera für sein Lebenswerk
- 2013: Mitglied der American Academy of Arts and Sciences
- 2016: Presidential Medal of Freedom[58]
- 2025: Internationale Filmfestspiele von Cannes: Goldene Ehrenpalme für sein Lebenswerk[59]

## Dokumentation
- Robert De Niro - Stiller Antiheld. Regie: Jean-Baptiste Peretie, ARTE F, Frankreich, 54 Minuten, 2022